# Pałac w Mafrze
Pałac w Mafrze (port. Palácio Nacional de Mafra) – monumentalny zespół pałacowo-klasztorny z kościołem w Mafrze w Portugalii. Zbudowany w latach 1717–1730 w stylu baroku i klasycyzmu włoskiego z rozkazu króla Jana V. Miał być wotum za urodzenie następcy tronu przez jego żonę, królową Marię Annę z Habsburgów.
Pałac jest największą rezydencją królewską w Portugalii i jednym z największych budynków zbudowanych w Europie w XVIII wieku. Służył również za klasztor franciszkanów. Zespół miał być portugalskim odpowiednikiem pałacu Escorial pod Madrytem. Po upadku monarchii w 1910 pałac został zamieniony na muzeum.
Historia powstania i budowy pałacu w Mafrze została opisana w powieści Baltazar i Blimunda, którą napisał laureat Nagrody Nobla José Saramago.
Parafia w Mafrze oraz Królewskie i Czcigodne Bractwo Najświętszego Sakramentu w Mafrze znajdują się w bazylice pałacowej.
W lipcu 2019 r. został wpisany na listę Światowego Dziedzictwa UNESCO.

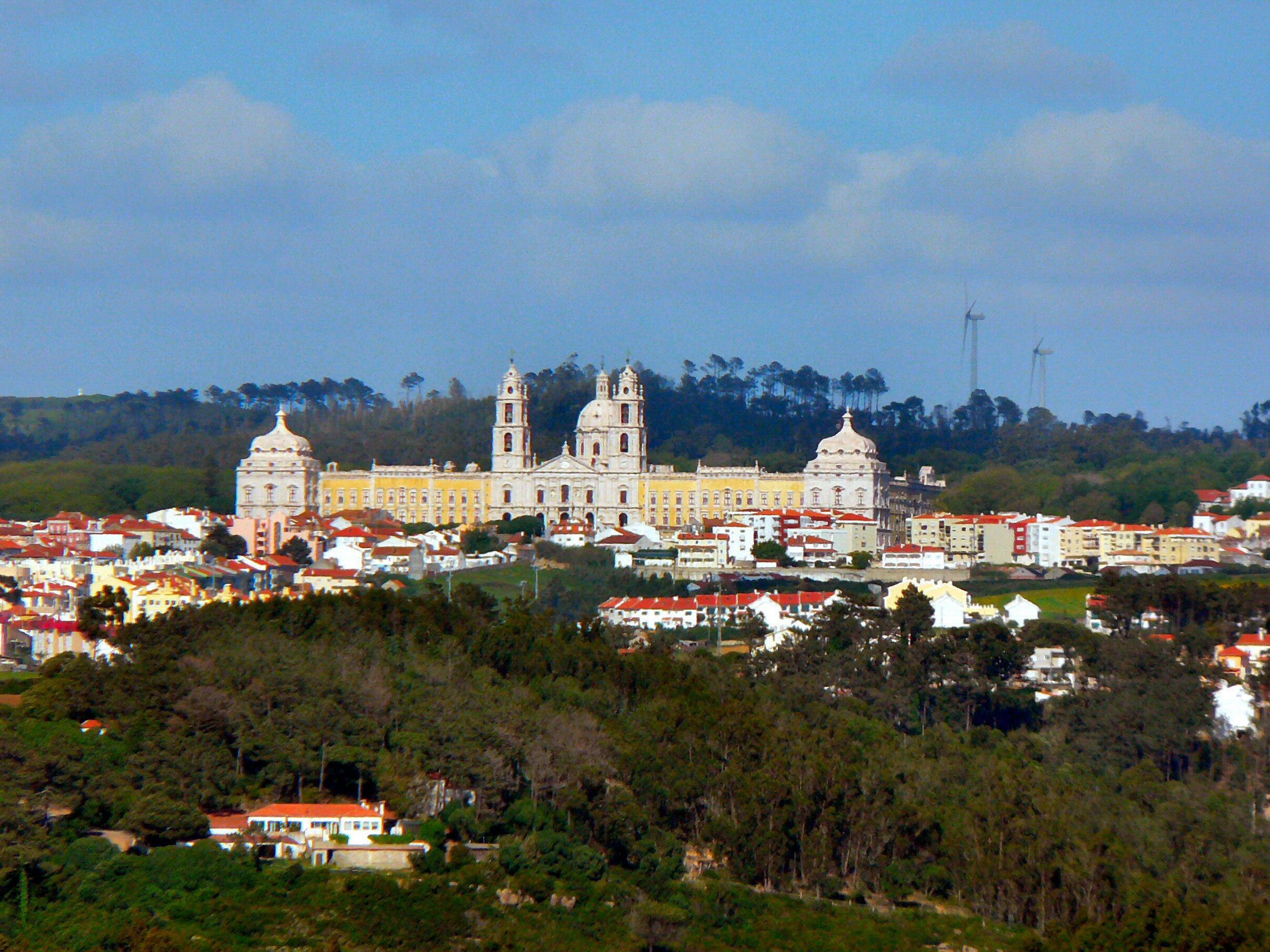
Widok pałacu z oddali
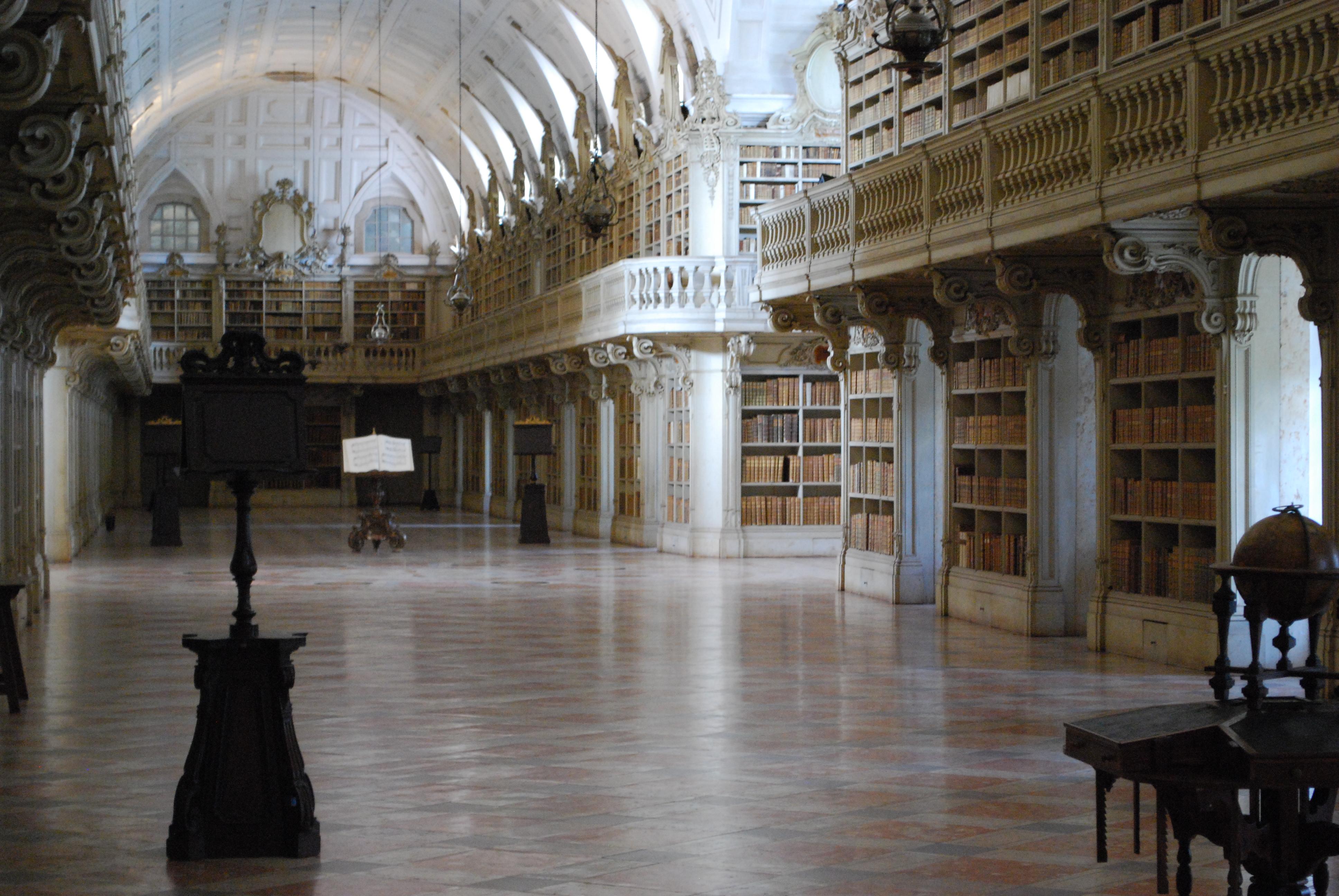
Biblioteka w pałacu w Mafrze

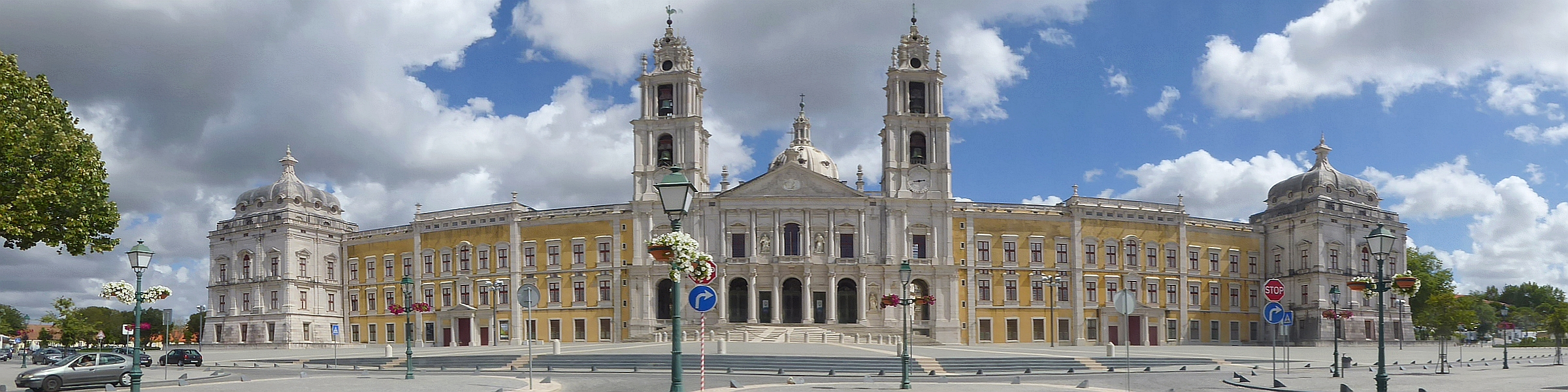
Panorama Palácio Nacional de Mafra